# Praca (działalność człowieka)
Praca – miara wysiłku włożonego przez człowieka w wytworzenie danego dobra; świadoma czynność polegająca na wkładanym wysiłku (działalność lub oddziaływanie) człowieka w celu osiągnięcia założonego przez niego celu; czynności umysłowe i fizyczne podejmowane dla realizacji zamierzonego celu.
Poprzez działalność pracy człowiek tworzy wartość ekonomiczną w postaci towarów lub usług. W pracy mogą być też zastosowane czynności lub właściwości zwierząt, maszyn, narzędzi i materiałów.

## Podejście ekonomiczne
Najczęściej wyrażana jest ona w roboczogodzinach. Praca jest jednym z trzech czynników produkcji – pozostałe dwa to ziemia (ekonomia) oraz kapitał. W niektórych teoriach ekonomicznych praca nazywana jest kapitałem ludzkim, co czasami oznacza również zdolności posiadane przez siłę roboczą. Jeżeli ludzie wykonujący pracę są do niej dobrze przygotowani i posługują się zaawansowaną technologią, wtedy uzyskują dużą wydajność pracy. Mogą te same dobra wykonać szybciej i lepiej.
Na podaż pracy wpływają przede wszystkim: liczba osób w populacji mogących świadczyć pracę, ich chęć do jej podejmowania, prawo pracy oraz sytuacja w gospodarce i przedsiębiorstwach. Z kolei na popyt na pracę najsilniejszy wpływ mają: sytuacja w gospodarce i przedsiębiorstwach, prawo pracy oraz cena i podaż innych niż praca czynników produkcji.

### Praca według Adama Smitha

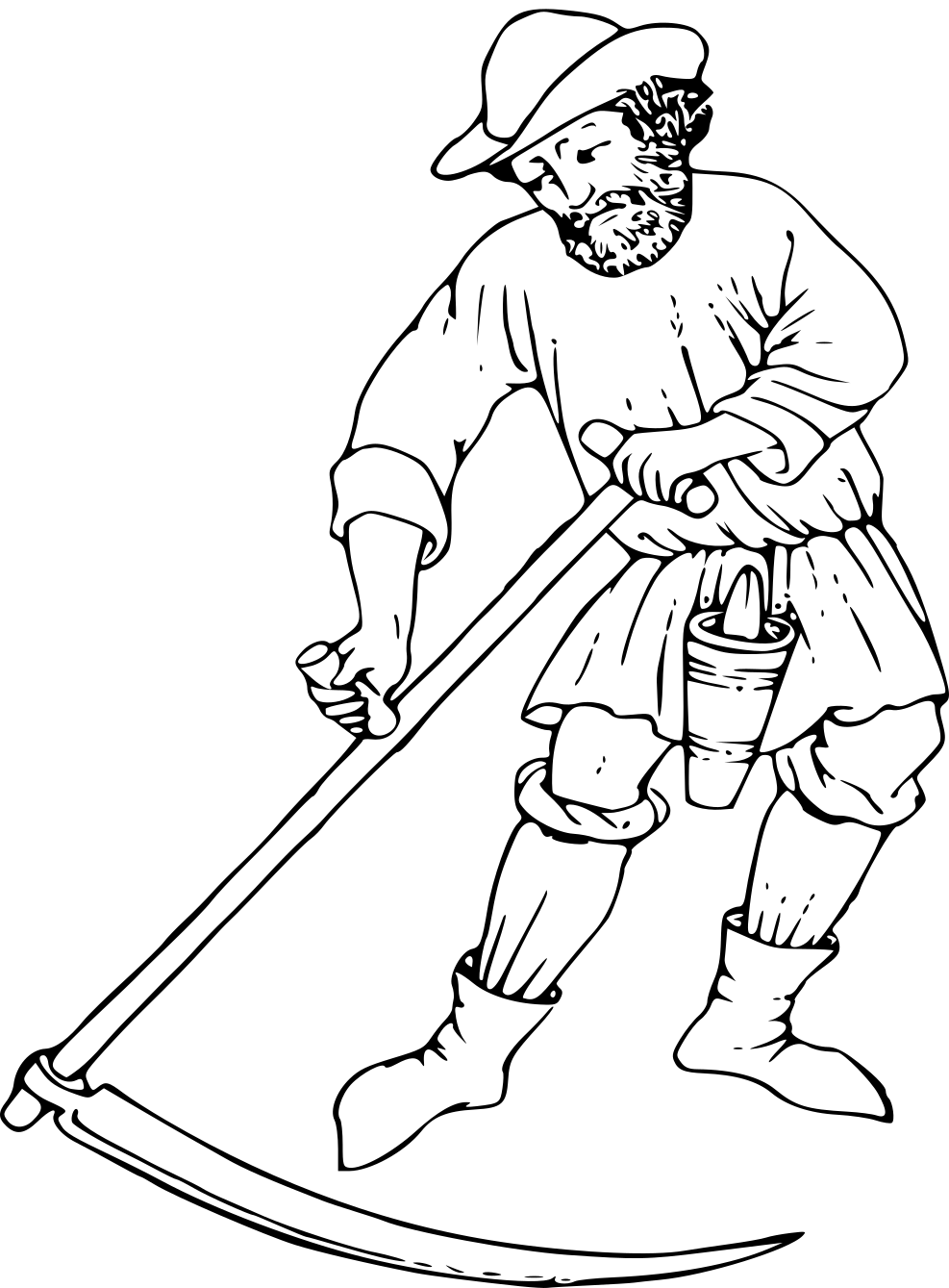
Kosiarz podczas pracy

Roczna praca każdego narodu jest funduszem, który zaopatruje go we wszystkie rzeczy konieczne i przydatne w życiu, jakie ten naród rocznie konsumuje, a które stanowią bądź bezpośredni wytwór jego pracy, bądź też to, co nabywa za ten wytwór od innych narodów.

W ujęciu Smitha praca całego narodu odpowiada współczesnej kategorii produktu krajowego brutto. Definicja ojca współczesnej ekonomii podkreśla, że bogactwo społeczeństwa rodzi się z wykonywanej przez jego członków pracy. Jednak praca każdego człowieka może zostać źle spożytkowana, co owocuje niską wydajnością pracy. Pracownicy źle zorganizowani muszą włożyć dużo więcej wysiłku niż ci lepiej zorganizowani, aby wytworzyć te same dobra.
We współczesnych społeczeństwach pracę wykonują:
- przedsiębiorcy,
- pracownicy najemni.

### Praca według Karola Marksa
Karol Marks w Rękopisach ekonomiczno-filozoficznych z 1844 roku wychodził od pojęcia człowieka jako istoty społecznej. Najważniejszą formą uczestnictwa człowieka w społeczeństwie jest praca, proces której umożliwił w ogóle uczłowieczenie, tj. wyjście ze stanu zwierzęcości.
Marks rozważał problem alienacji pracy – dokonując zapożyczenia od Georga Hegla zreinterpretował je w duchu materializmu. Według Marksa sytuacja, gdy ktoś rezygnuje z własnej siły roboczej – własnej zdolności przekształcania świata – jest równoznaczne z alienacją swojej natury. Marks opisał formę alienacji jako fetyszyzm towarowy – jego zdaniem ludzie nabierają przekonania, że rzeczy, które wytwarzają, oraz narzędzia produkcji mają samoistną wartość, a nie włożona w produkty siła robocza i wtedy sprowadzają stosunki społeczne do wymiany handlowej. Marks twierdził, że alienacja siły roboczej (i wynikający z niej fetyszyzm towarowy) jest cechą charakterystyczną kapitalizmu, choć przed pojawieniem się kapitalizmu w Europie istniały rynki, na których producenci i handlowcy kupowali i sprzedawali dobra. Według Marksa kapitalistyczne stosunki produkcji rozwinęły się w Europie, gdy praca sama stała się dobrem – gdy chłopi uzyskali możliwość sprzedaży swojej siły roboczej i zostali zmuszeni do jej sprzedaży, bo nie posiadali już własnej ziemi ani narzędzi produkcji. Ludzie sprzedają swoją siłę roboczą, gdy akceptują wynagrodzenie za to, co produkują w danym okresie (czyli – nie sprzedają wytworów pracy, ale samą pracę). W zamian za siłę roboczą otrzymują pieniądze, pozwalające im przeżyć. Tych, którzy są zmuszeni sprzedawać własną siłę roboczą, by przeżyć, Marks nazwał proletariuszami, a tych, którzy kupują siłę roboczą – kapitalistami lub burżuazją.
Marks odróżniał burżuazję przemysłową od handlowej. Handlarze kupują dobra na jednym rynku i sprzedają na innym. Ponieważ prawo popytu i podaży działa tylko w obrębie jednego rynku, częstokroć występuje różnica wartości tego samego dobra na różnych rynkach i handlarze starają się wykorzystywać te różnice. Kapitaliści natomiast wykorzystują różnice między wartością siły roboczej a wartościami innych dóbr na jednym rynku. Zdaniem Marksa w każdym przemyśle, który się rozwija, wartość siły roboczej jest niższa niż wartość wyprodukowanych przez nią dóbr i nazwał tę różnicę wartością dodatkową.
To właśnie wartość dodatkowa jest źródłem zysku kapitalisty. Marks opierał się na zapożyczonej od Adama Smitha laborystycznej teorii wartości, zgodnie z którą wartość dodatkową tworzy praca ludzka, niezbędna do wyprodukowania towaru. Marks uważał, że skoro wszelką wartość wytwarzają robotnicy, to właściciel fabryki jest zbędny w procesie produkcji.

### Pracownik

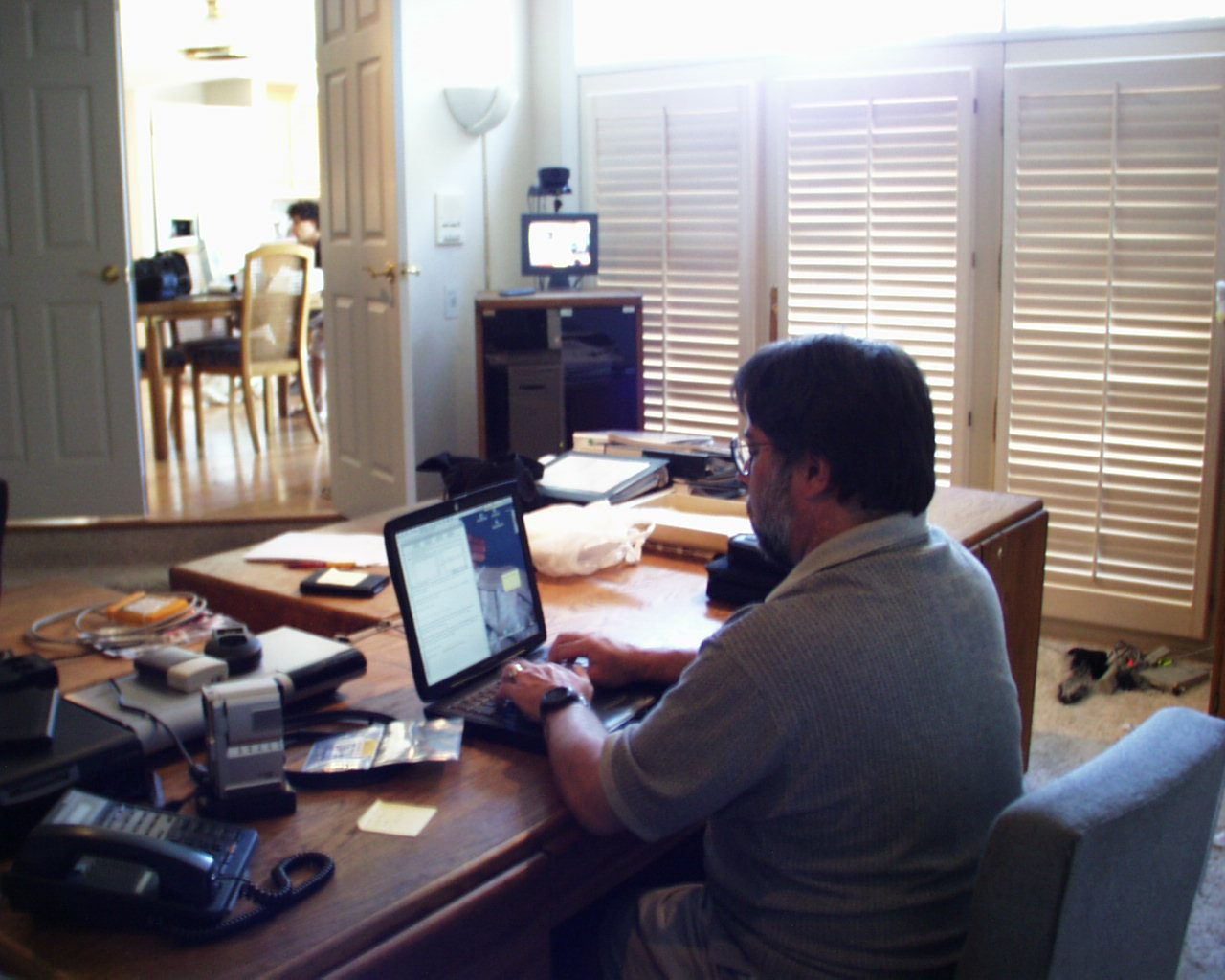
Pracownik korzystający z komputera (informatyzacja zwiększa wydajność pracy umysłowej)

Pracownik najemny nie inwestuje własnego kapitału. W zamian za wykonywaną pracę otrzymuje od przedsiębiorcy wynagrodzenie. Pracodawca i pracownik są od siebie zależni. Ze względu na stopień przygotowania do wykonywania prac na określonym stanowisku roboczym można wyróżnić pracowników:
- wykwalifikowanych – posiadających właściwe przygotowanie teoretyczne i praktyczne,
- przyuczonych – posiadających pewne umiejętności wykonania prac (np. stażyści, uczniowie),
- niewykwalifikowanych – niemających właściwego przygotowania do wykonania konkretnych prac.

Każdej osobie wykonującej pracę należy się za nią godziwe wynagrodzenie. Jeżeli jest ono wypłacane okresowo, to określa się je jako płacę (potocznie „pensja”). Często koszt pracy podaje się jako koszt roboczogodziny. W przypadku edukacji jednostką bywa czasami godzina lekcyjna (45 min.).
Stosunki między pracodawcą i pracownikiem określa sytuacja na rynku pracy. Przy dużym bezrobociu pracodawcy mogą rabunkowo wykorzystywać pracowników, dyktując im bardzo niskie wynagrodzenia, za cięższą pracę. W takiej sytuacji przedsiębiorcom nie opłaca się inwestowanie w nowoczesne technologie zwiększające wydajność pracy.

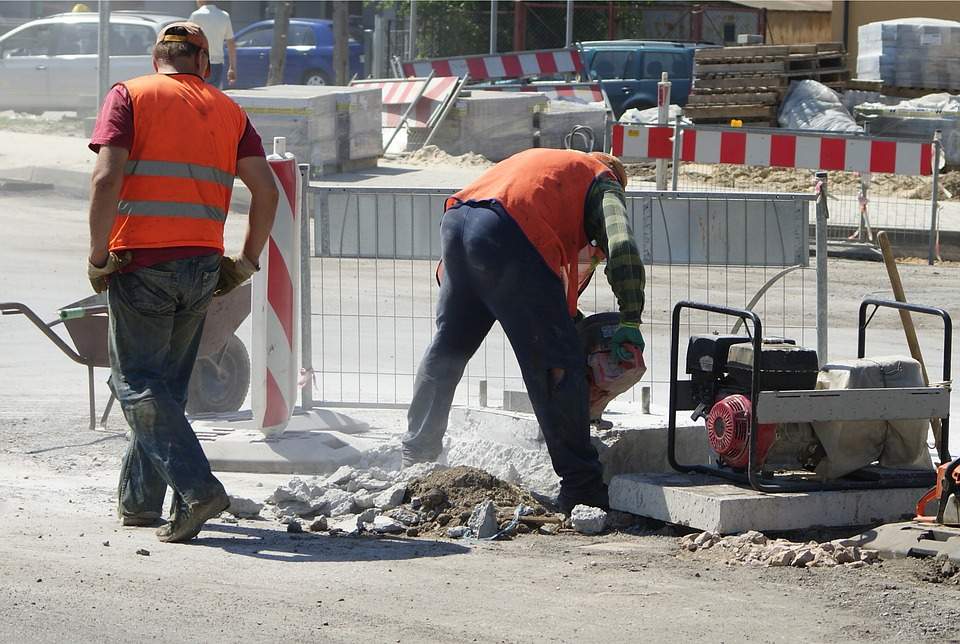
Pracownik fizyczny podczas prac związanych z naprawą drogi

Jeżeli na rynku brakuje pracowników, przedsiębiorcy muszą o nich zabiegać, proponując im dodatkowe korzyści. Wydajność pracowników zależy od motywacji, która może zostać zwiększona dzięki odpowiednim systemom wynagradzania lub przez marketing wewnętrzny (np. budowę kultury korporacyjnej). Zastosowanie nowoczesnych technologii może zwiększyć wydajność pracy (np. automatyzacja produkcji). Nie jest to możliwe bez podniesienia kwalifikacji pracowników przez inwestycje w edukację.
Termin siła robocza oznacza potencjalne zdolności i umiejętności ludzi do wykonywania pracy produkcyjnej i nieprodukcyjnej, natomiast praca jest formą wykorzystania siły roboczej. W zależności od wykonywanej działalności pracownicy realizują swoje zadania przez cały rok bądź są zatrudniani sezonowo (np. w rolnictwie i budownictwie).
Zespoły pracowników mogą być zorganizowane w formie grup lub brygad. Grupy są to zespoły pracowników wykonujących tę samą pracę. Brygady są jednostkami wyodrębnionymi organizacyjnie w ramach przedsiębiorstwa i mają stały skład osobowy, w tym własne kierownictwo, na stałe przydzielone narzędzia pracy i przydzielone określone zadania produkcyjne. W brygadzie są pracownicy o różnych kwalifikacjach, jest w niej podział pracy oraz zróżnicowane wynagrodzenie, którego wysokość może być uzależniona od funkcji spełnianej przez pracownika, jego kwalifikacji, a także stopnia trudności i ilości wykonanej pracy.
Najszerszym pojęciem dotyczącym organizacji siły roboczej w przedsiębiorstwie lub innej jednostce organizacyjnej jest pojęcie załogi, przez którą rozumiemy zespół pracowników związanych z tą jednostką umową o pracę oraz zainteresowanych jej wynikami ekonomicznymi i produkcyjnymi.

### Spółdzielczość
Spółdzielnia stanowi własność pracujących w niej osób, którzy organizują się, aby razem stworzyć warsztat pracy. Stosunki między spółdzielcami łączą ze sobą pewne cechy relacji przedsiębiorca-pracownik. Spółdzielca z jednej strony wnosi swój wkład w powstanie spółdzielni i jest właścicielem swojego warsztatu pracy. Z drugiej strony podlega władzom spółdzielni, które podejmują decyzje w interesie jej członków.
W Polsce podczas tworzenia PRL wielu przedsiębiorstwom nadano formę spółdzielni. W rzeczywistości były one zarządzane przez funkcjonariuszy partyjnych, którzy nie liczyli się w żaden sposób ze zdaniem spółdzielców. Stosunek pracy w takim przedsiębiorstwie odpowiadał sytuacji pracodawcy i pracownika.

## Podejście psychologiczne
Istnieją trzy główne postawy wobec pracy:
- nastawienie punitywne (łac. punire 'karać') – człowiek postrzega pracę jako przymus, co wiąże się z traktowaniem pracy jako niezgodnej z wolą, stanowiącej efekt przemocy fizycznej, moralnej lub ekonomicznej (takie nastawienie częściej wykazują osoby wykonujące proste prace fizyczne i posiadające stosunkowo niskie wykształcenie);
- nastawienie instrumentalne (łac. instrumentum 'narzędzie') – człowiek traktuje pracę jako środek do zaspokojenia potrzeb;
- nastawienie autoteliczne (gr. autos 'sam' + telos 'cel') – gdy praca jest postrzegana jako wartość, cel sam w sobie, źródło rozwoju osobistego, służy wartościom wyższym, jest sposobem życia i wiąże się ze sferą samorealizacji w pracy zawodowej[8].

## Bezrobocie – brak pracy

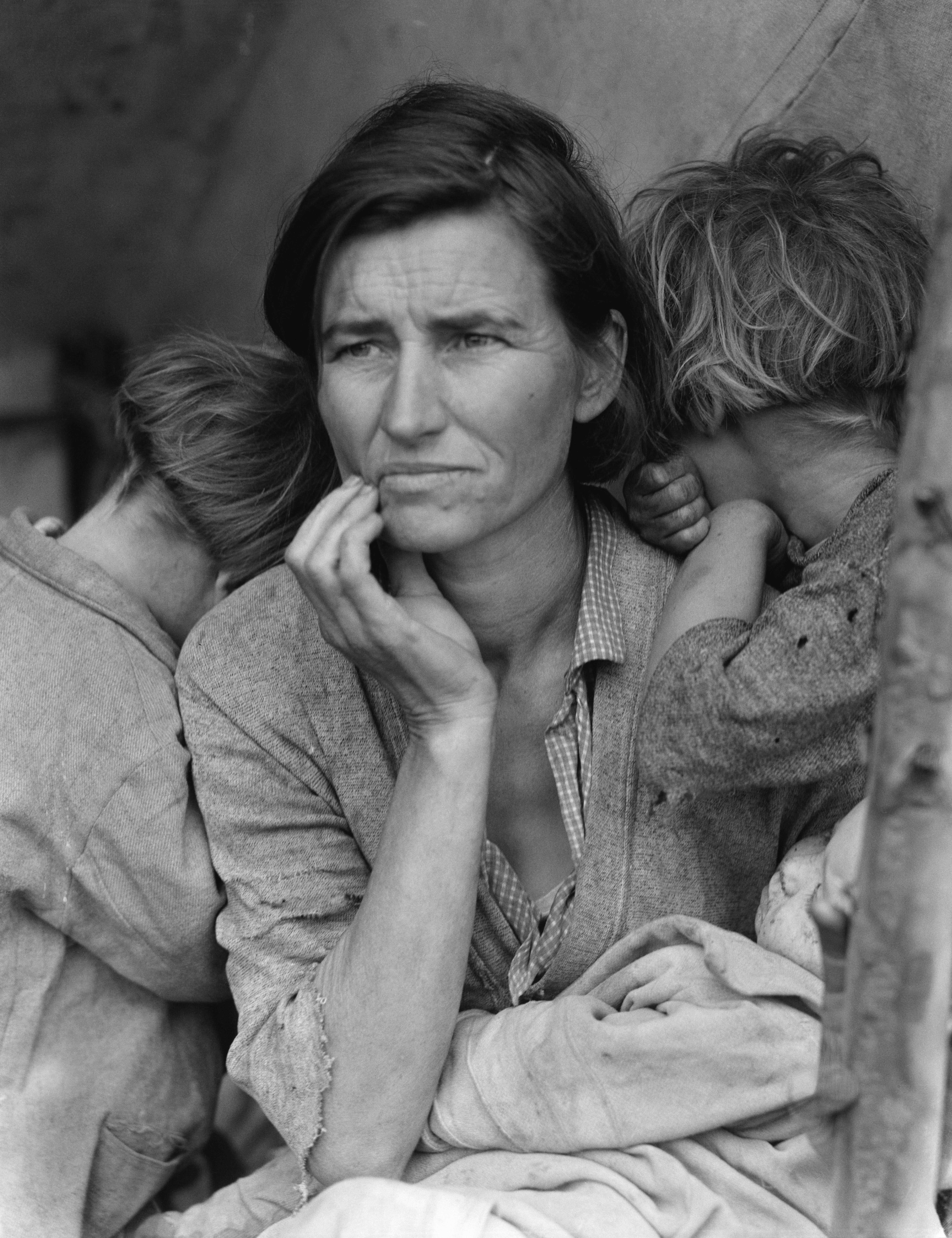
Migrująca matka autor: Dorothea Lange – bezrobotna zbieraczka grochu w wieku lat 32 z siedmiorgiem dzieci w Nipomo w stanie Kalifornia (Wielki kryzys)

Ciemną stroną rynku pracy jest powstawanie zjawiska bezrobocia. Pracodawcy nie chcą ponosić kosztów utrzymania gorszych pracowników, kiedy mogą zatrudnić lepszych albo zastąpić ich nowoczesną technologią zwiększającą wydajność pracy. Restrykcyjne prawo pracy zmniejsza mobilność pracowników, co powoduje, że okres poszukiwania pracy jest dłuższy. Naturalne dla wolnego rynku okresy recesji prowadzą do szybkiego wzrostu bezrobocia w krótkim okresie.
Zastąpienie rynku pracy przez państwowe regulacje może zmniejszyć albo zlikwidować bezrobocie. W takiej sytuacji zmniejsza się motywacja pracowników, co znacznie pogarsza ich wydajność. Pracownicy mniej wydajni żyją na koszt tych bardziej pracowitych. W efekcie społeczeństwo jako całość ubożeje.
Społeczeństwa, które inwestują w edukację młodzieży oraz dokształcanie już zatrudnionych pracowników, stają się bogatsze, od narodów wydających swoje dochody na inne cele. Wykwalifikowanym pracownikom łatwiej jest znaleźć lepszą pracę.
Populizm polityków rządzących niektórymi społeczeństwami prowadzi do tworzenia systemów prawnych zniechęcających pracodawców do legalnego zatrudnienia pracowników. W takiej sytuacji pojawia się „szara strefa”, a bardziej aktywni pracownicy emigrują „za chlebem” do państw oferujących lokalnym pracodawcom lepsze rozwiązania prawne. Największą barierą w zatrudnieniu jest nadmierna biurokracja, która ogranicza działalność gospodarczą. Konieczność występowania o koncesje i zezwolenia zniechęca przedsiębiorców do tworzenia nowych miejsc pracy.
Wyżej wymienione przyczyny bezrobocia stanowią jeden z wielu poglądów na ten temat i nie zostały w żaden sposób definitywnie potwierdzone. Istnieją gospodarki, w których rynek pracy jest szczegółowo uregulowany, a stosunek pracy jest chroniony (państwa Skandynawii). Nie powoduje to spadku wydajności pracowników ani wzrostu bezrobocia. Istnieją też gospodarki, w których prawa pracownicze są chronione w ograniczonym zakresie, a egzekwowanie prawa pracy nie jest priorytetem, a jednak stopa bezrobocia pozostaje wysoka, a wydajność pracy względnie niska (np. Polska).

## Prawo
W Polsce 1 kwietnia 1999 r. utworzono dział administracji rządowej pod nazwą „praca”.